# Chutes de Wailua
Les chutes de Wailua (en anglais : Wailua Falls) sont une cascade haute de 26 mètres de la rivière Wailua, près de Lihue, sur l’île de Kauai, dans l’État américain d’Hawaï. Elle est située dans le parc d’État de la Rivière-Wailua.
La cascade figure en bonne place dans le générique d’ouverture de la série télévisée Fantasy Island.

## Histoire
Dans les temps anciens, les hommes hawaïens sautaient du haut des chutes pour prouver leur virilité. Si cela est aujourd’hui interdit, certaines personnes font encore le saut ; en 2016, un homme s’est ainsi assommé, évitant de justesse la mort grâce à un touriste qui a nagé dans le bassin pour le sauver.

## Description
Il y a des chemins vers le bas des chutes, mais cela peut être boueux et glissant. Le « sentier » plus éloigné du parking est moins raide que le plus proche.
Le bassin dans lequel se jette l’eau est idéal pour la baignade, mais il y a des courants rapides près de la cascade.
La cascade d’ʻŌpaekaʻa (ʻOpaekaʻa Falls) est située à proximité. 